# Carlos António Fernandes
Carlos António Fernandes é um engenheiro agronômico, diplomata e político angolano.
Na data da independência de Angola, foi nomeado para chefiar o Ministério da Agricultura, permanecendo nesta função até 1978. Em seguida o Presidente Agostinho Neto o nomeou como Embaixador Plenipotenciário da República Popular de Angola na União Soviética, acabando por se tornar o primeiro alto oficial angolano a notificar sobre a morte de Neto em Moscovo em 1979.
Ao retornar a Angola, foi nomeado Secretário do Presidente da República para Relações Exteriores e Secretário de Estado da Cooperação, tornando-se Ministro dos Transportes, ocupando o cargo de 1987 a 1990.
Tornou-se novamente Ministro da Agricultura entre 1997 e 1999, sendo nomeado posteriormente Presidente do Conselho de Administração da Agência Nacional de Investimento Privado (ANIP).
Desde 2008 é Presidente do Conselho de Administração da Sociedade de Desenvolvimento do Pólo Agroindustrial de Capanda (SODEPAC), em Malanje.